# Calcio Castellana
L'A.S.D. Calcio Castellana, o semplicemente Castellana, è una squadra di calcio di Castellana Grotte, una cittadina della provincia di Bari. I suoi colori sociali sono l'azzurro e il bianco.

Fondata nel 2015, porta lo stemma dell'Associazione Sportiva Castellana Calcio, sciolta un anno prima.
Il primo Castellana disputò tre campionati di Serie C nell'immediato dopoguerra, giocando nel resto della sua esistenza nei campionati regionali.

## Storia

### La nascita
L'A.S. Castellana nacque nel 1928 da un gruppo di studenti locali che formarono la prima squadra di Castellana Grotte.

### I primi anni
Nel 1929 la squadra partecipò e vinse il campionato regionale dei Fasci Giovanili di Combattimento del sud-est barese. Venne poi inaugurato nel 1930 il "Campo Sportivo del Littorio". Giocò con le divise nere con stella bianca che erano state donate dalla prestigiosa società del Casale.
Dal 1931 fino al 1933 disputa un campionato di Terza Divisione e uno di Seconda Divisione e dopo resta inattiva fino al 1937. Ricominciò l'attività con il nome O.N.D. Castellana e giocò in Seconda Divisione, ma venne fermata di nuovo e stavolta per cause belliche.

### Dopo la seconda guerra mondiale e la Serie C
Già nel 1944 la Castellana giocò alcune amichevoli. L'anno dopo fu ricostituita e fu chiamata A.S. Castellana e giocò tre campionati di Serie C con un buon ottavo posto e un ottimo sesto posto. Il terzo anno venne retrocessa ma ripartì dalla Seconda Divisione anziché dalla Prima e cambiò denominazione in Pro Castellana.

### La nazionale italiana a Castellana Grotte
In vista dell'amichevole del 14 dicembre 1947 della nazionale italiana a Bari contro la Cecoslovacchia, i giocatori azzurri vennero ospitati e si allenarono proprio a Castellana. La partita finì 3 a 1 per l'Italia allo stadio della Vittoria.

### Dal 1948 al 1964
Disputò alcuni campionati di Seconda Divisione fino alla promozione in Prima Divisione nel 1951; categoria nel quale rimase fino al 1964 prima di sciogliersi e ripartire dalla Terza Categoria.

### Dal 1965 al 1972
Grazie all'assorbimento della Libertas (una squadra locale) si rifondò l'A.S. Castellana dopo un anno di inattività. In questi anni la squadra oscillò tra la Terza, la Seconda e la Prima Categoria fino al 1972 quando fu promossa nel massimo livello regionale di allora, la Promozione.

### Dal 1972 al 2013
Militò ininterrottamente nel massimo livello regionale (Promozione e poi Eccellenza) fino al 1999 quando fu retrocessa ma l'anno dopo tornò subito nella categoria superiore. Seguirono ancora campionati di Eccellenza alternati a quelli di Promozione fino al 2012 quando fu retrocessa in Prima Categoria.

### Ultimi anni
Nella stagione 2013-2014 ha concluso il campionato di Prima Categoria all'ottavo posto e non si è iscritto al successivo campionato, restando inattivo. Nell'estate del 2015, la società si fonde con il Real Alberobello nell'"A.S.D. Trulli e Grotte", che partecipa alla Prima Categoria Puglia (dove il Real era retrocesso dalla Promozione), mentre un gruppo imprenditoriale locale rifonda in Terza Categoria il Castellana.

## Palmarès

### Altri piazzamenti
- Eccellenza:

Terzo posto: 1995-1996
- Coppa Italia Dilettanti Puglia:

Semifinalista: 2010-2011

## Statistiche e record

### Partecipazione ai campionati

#### Campionati nazionali
| Livello | Categoria | Partecipazioni | Debutto   | Ultima stagione | Totale |
| ------- | --------- | -------------- | --------- | --------------- | ------ |
| 3º      | Serie C   | 3              | 1945-1946 | 1947-1948       | 3      |

## Stadio
Lo stadio è stato chiamato "Azzurri d'Italia" nel 1952 in onore ai giocatori italiani che si allenarono a Castellana Grotte e che giocarono quell'amichevole sopracitata contro la Cecoslovacchia a Bari.
Attualmente presenta un manto in erba sintetica.